# WTA Premier tornák
A Premier tornák a női tenisztornák új besorolása volt a 2009-es WTA-szezontól. A Premier tornák közé a korábbi WTA Tier I-es, illetve a WTA Tier II-es tornák tartoztak, de az egyesítés következményeként a tornák számát lecsökkentették. A WTA Tier III-as és a WTA Tier IV-es tornákból létrehozták a WTA International tornák kategóriáját.
A Premier tornák közé tartoztak:
- Négy WTA Premier Mandatory torna: a Miamiban rendezett Sony Ericsson Openen, a Madrid Masters, a pekingi China Openen és az Indian Wells-i BNP Paribas Openen.
- Öt Premier 5-ös torna: Dubai Duty Free Tennis Championships, Internazionali BNL d’Italia, Western & Southern Open, Rogers Cup, és a tokiói Toray Pan Pacific Open.
- Tizenkettő Premier verseny.
- Az év végi WTA Finals világbajnokság, 14 000 000 dollár összdíjazással (2019-ben).[1]
- Az év végi WTA Elite Trophy bajnokok tornája, 2 490 000 dollár összdíjazással (2019-ben).

A tornák új besorolása 2021-től
- WTA1000 tornák: a korábbi négy WTA Mandatory és a korábbi öt Premier 5 kategóriájú torna. Ezek díjazása körülbelül 1 000 000 $. A négy mandatory tornán a győztes 1000 pontot, míg a non-mandatory tornákon 900 pontot kap.
- WTA500 tornák: a korábbi tizenkettő Premier torna. Ezeknek a tornáknak a díjazása körülbelül 500 000 $, a győztes 470 pontot kap.

## Tornák
| Torna típusa      |
| ----------------- |
| WTA Championships |
| Premier Mandatory |
| Premier 5         |
| Premier           |

*: Vastagítva a 2021-es győztesek.
+: A 2020-as torna a koronavírus-járvány miatt elmaradt.
++: A 2021-es torna a koronavírus-járvány miatt elmaradt.
| Torna                  | Jelenlegi neve                       | Város(ok)     | Ország                  | Borítás    | Összdíjazás ($) | Címvédő*            |
| Abu-Dzabi              | Abu Dhabi Open                       | Abu-Dzabi     | Egyesült Arab Emírségek | Kemény     | 565 530         | Arina Szabalenka    |
| Brisbane               | Brisbane International               | Brisbane      | Ausztrália              | Kemény     | 1 000 000       | Karolína Plíšková++ |
| Adelaide               | Adelaide International               | Adelaide      | Ausztrália              | Kemény     | 848 000         | Iga Świątek         |
| Szentpétervár          | St. Petersburg Ladies Trophy         | Szentpétervár | Oroszország             | Kemény (f) | 753 000         | Kiki Bertens        |
| Dubaj                  | Dubai Duty Free Tennis Championships | Dubaj         | Egyesült Arab Emírségek | Kemény     | 1 865 490       | Garbiñe Muguruza    |
| Doha                   | Qatar Total Open                     | Doha          | Katar                   | Kemény     | 565 530         | Petra Kvitová       |
| Indian Wells           | BNP Paribas Open                     | Indian Wells  | USA                     | Kemény     | 9 035 428       | Bianca Andreescu+   |
| Miami                  | Miami Open presented by Itaú         | Key Biscayne  | USA                     | Kemény     | 9 035 428       | Ashleigh Barty      |
| Charleston             | Volvo Car Open                       | Charleston    | USA                     | Zöld salak | 795 707         | Madison Keys+       |
| Stuttgart              | Porsche Tennis Grand Prix            | Stuttgart     | Németország             | Salak (f)  | 816 000         | Ashleigh Barty      |
| Madrid                 | Mutua Madrid Open                    | Madrid        | Spanyolország           | Salak      | 4 771 360 €     | Kiki Bertens+       |
| Róma                   | Internazionali BNL d’Italia          | Róma          | Olaszország             | Salak      | 3 452 538       | Simona Halep        |
| Berlin                 | Grass Court Championships            | Berlin        | Németország             | Fű         |                 | új torna+           |
| Eastbourne             | AEGON International                  | Eastbourne    | Egyesült Királyság      | Fű         | 819 000         | Karolína Plíšková+  |
| San José               | Silicon Valley Classic               | San José      | USA                     | Kemény     | 876 173         | Cseng Szaj-szaj+    |
| Montréal               | Rogers Cup                           | Montréal      | Kanada                  | Kemény     | 2 830 000       | Bianca Andreescu+   |
| Cincinnati             | Western & Southern Open              | Cincinnati    | USA                     | Kemény     | 2 944 000       | Viktorija Azaranka  |
| Ostrava                | Ostrava Open                         | Ostrava       | Csehország              | Kemény (f) | 528 500         | Arina Szabalenka    |
| Zhengzhou              | Zhengzhou Open                       | Csengcsou     | Kína                    | Kemény     | 1 000 000       | Karolína Plíšková+  |
| Tokió                  | Toray Pan Pacific Open               | Tokió         | Japán                   | Kemény     | 881 000         | Ószaka Naomi        |
| Vuhan                  | Wuhan Tennis Open                    | Vuhan         | Kína                    | Kemény     | 2 828 000       | Arina Szabalenka+   |
| Peking                 | China Open                           | Peking        | Kína                    | Kemény     | 8 285 274       | Ószaka Naomi+       |
| Moszkva                | Kremlin Cup                          | Moszkva       | Oroszország             | Kemény (f) | 795 707         | Belinda Bencic      |
| Championships          | WTA Elite Trophy                     | Csuhaj        | Kína                    | Kemény (f) | 2 419 000       | Arina Szabalenka+   |
| Év végi világbajnokság | WTA Finals                           | Sencsen       | Kína                    | Kemény (f) | 14 000 000      | Ashleigh Barty+     |

*: Vastagítva a 2021-es győztesek.

## Korábbi Premier tornák
| 'Torna                 | 'Legutóbbi neve                                        | 'Város(ok)  | 'Ország            | 'Borítás   | 'Utolsó összdíjazás ($) | 'Utolsó győztes             |
| Los Angeles (2009)     | LA Women’s Tennis Championships presented by Herbalife | Los Angeles | USA                | Kemény     | 700 000                 | Flavia Pennetta             |
| Varsó (2009–2010)      | Warsaw Open                                            | Varsó       | Lengyelország      | Salak      | 600 000                 | Alexandra Dulgheru          |
| Carlsbad (2010–2013)   | Mercury Insurance Open                                 | Carlsbad    | USA                | Kemény     | 795 707                 | Samantha Stosur             |
| Brüsszel (2011–2013)   | Brussels Open                                          | Brüsszel    | Belgium            | Salak      | 690 000                 | Kaia Kanepi                 |
| Párizs (2009–2014)     | Open GDF Suez                                          | Párizs      | Franciaország      | Kemény (f) | 690 000                 | Anasztaszija Pavljucsenkova |
| Antwerpen (2015)       | BNP Paribas Fortis Diamond Games                       | Antwerpen   | Belgium            | Kemény (f) | 710,000                 | Andrea Petković             |
| New Haven (1948–2018)  | New Haven Open at Yale                                 | New Haven   | USA                | Kemény     | 690 000                 | Arina Szabalenka            |
| Sydney (2009–2019)     | Apia International Sydney                              | Sydney      | Ausztrália         | Kemény     | 776 000                 | Petra Kvitová               |
| Birmingham (2014–2019) | Aegon Classic                                          | Birmingham  | Egyesült Királyság | Fű         | 936 000                 | Ashleigh Barty              |